# Gösta Gyllenswärd
Gösta Gyllenswärd, född 19 oktober 1893 i Växjö, död 6 januari 1974 i Stockholm, var en svensk bankman.
Gösta Gyllenswärd var son till majoren och lasarettssysslomannen Oskar Hugo Gyllenswärd samt bror till Ragnar och Curt Gyllenswärd. Han anställdes 1912 vid Skandinaviska kredit AB i Stockholm. 1918–1919 praktiserade Gyllenswärd hos Deutsche Bank i Düsseldorf och 1920 i Storbritannien. 1919 blev han föreståndare för Norrköpings enskilda banks fond- och notariatavdelning och 1922 förste kamrerare vid bankens huvudkontor. 1924–1927 var han direktör vid samma banks kontor i Linköping. Då Norrköpingsbanken uppgick i Östergötlands enskilda bank 1927, blev Gyllenswärd förste kamrerare vid dess huvudkontor i Linköping. 1929 blev han direktörsassistent och 1934 VD vid bankens kontor i Stockholm samt 1937 hela företagets VD och ledamot av dess centralstyrelse i Linköping. Gyllenswärd var även styrelseledamot av en rad andra företag, bland annat handelskammaren i Norrköping, Gusums bruk och fabriks AB, Svenska Chokladfabriks AB, Asps yllefabriks AB och enskilda järnvägsföretag i Östergötland. Han är begravd på Norra begravningsplatsen utanför Stockholm.